# 和久井康明
和久井 康明(わくい やすあき、1942年12月4日 - ）は、日本の経営者。クラレ社長、会長を務めた。宮城県出身。

## 経歴
1965年に東京大学経済学部を卒業し、同年にクラレに入社。1996年に取締役に就任し、2000年6月に社長に就任。2008年4月に会長に就任し、2013年6月からは相談役を務めた。